# Tornjak
Der Tornjak ist eine von der FCI anerkannte Hunderasse aus Bosnien-Herzegowina und Kroatien (FCI-Gruppe 2, Sektion 2.2, Standard Nr. 355). Der AKC führt die Rasse seit Mai 2012 im Hinblick auf eine mögliche Anerkennung in seinem Foundation Stock Service.

## Herkunft und Geschichtliches
Beim Tornjak handelt es sich um einen sehr alten Hundetyp, der schon in Handschriften im 11. Jahrhundert erwähnt wird. Der Name wird vom Wort tor hergeleitet, was „Schutzgatter“ bedeutet. Mit dem Rückgang des Wanderschäfertums wurden auch die Tornjaks immer weniger. 1972 wurden die Restbestände erstmals richtig erfasst und weiter gezüchtet, wodurch sich die Zahlen auf einem stabilen Niveau bewegen. Für die Entwicklung der Rasse sind Kroatien und Bosnien-Herzegowina zuständig.

## Beschreibung
Der Tornjak hat die typische Größe eines Hirtenhunds mit kräftigem Körperbau. Seine Aufgabe war es, die Herde gegen Beutegreifer wie Wolf und Bär zu verteidigen. Rüden erreichen eine Größe von 70 cm bei einem Gewicht von etwa 50 kg. Das Fell ist wetterfest, leicht gewellt und dicht mit reichlich Unterwolle. Alle Farben kommen vor, in allen Kombinationen: von einfarbig bis gefleckt. Die Ohren der Hunde sind hängend, leicht vom Kopf abstehend getragen, mittelgroß, abgerundet. Die Rute ist hoch angesetzt, befedert und wird deutlich getragen.

## Charakter
Vom Wesen sind die Hunde typische Herdenschutzhunde, eigensinnig im besten Sinne des Wortes, wehrhaft, selbstständig. Fremden gegenüber sind sie reserviert bis vorsichtig, nicht aggressiv. Sie kennen ihr Territorium und verhalten sich innerhalb anders als außerhalb.

## Verwendung
Als Hirtenhund, Herdenschutzhund und Begleithund. 